# Летча (селище)
Летча (рос. Летча) — селище у Брасовському районі Брянської області Росії. Входить до складу муніципального утворення Столбовське сільське поселення. Населення — 231 особа.
Розташоване за 12 км на схід від села Столбово.

## Історія
Виникло в 1920-ті роки; назване за річкою, на якій розташоване. До 2005 року входило до складу Городищенської (2-ї) сільради, у тому числі з 1980-х рр. — його центр.

## Населення
За найновішими даними, населення — 231 особа (2013).
У минулому чисельність мешканців була такою:
| Роки      | 1979 | 1989 | 2002 | 2010 |
| --------- | ---- | ---- | ---- | ---- |
| Населення | 106  | 159  | 253  | 279  |